# Era de la navegació a vela

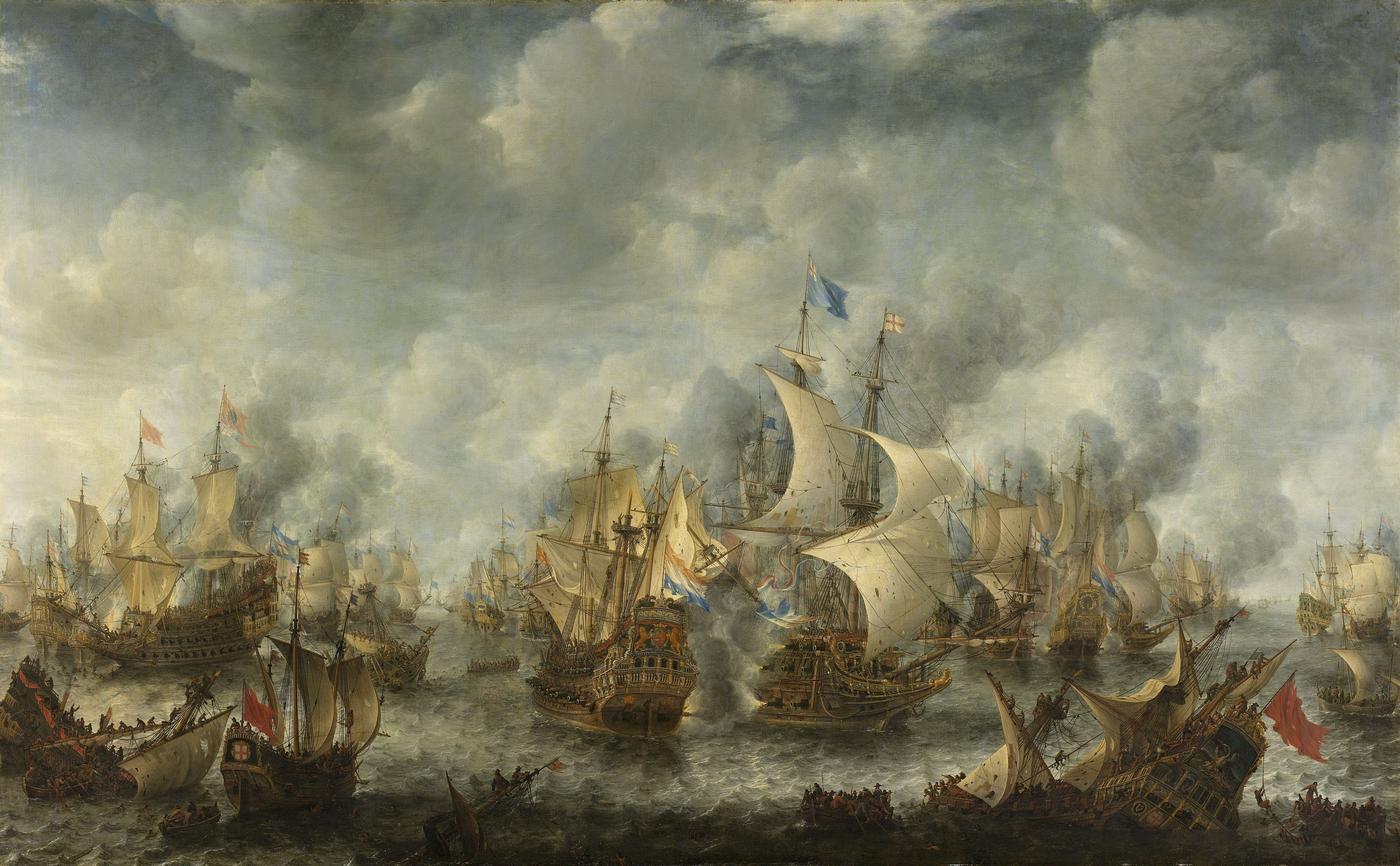
La batalla de Scheveningen, 10 d'agost de 1653, pintada per Jan Abrahamsz Beerstraaten.

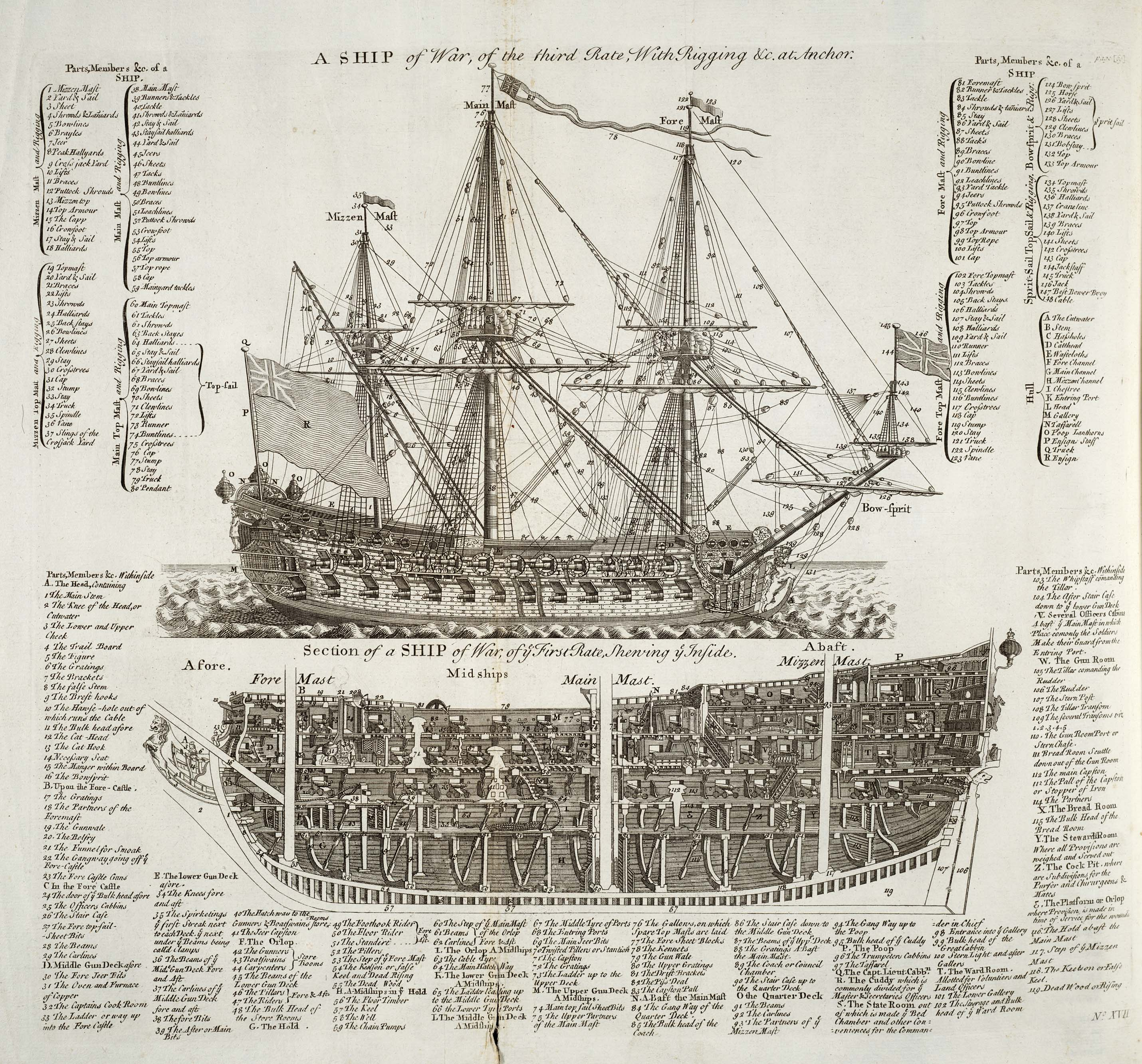
Un vaixell de guerra, Cyclopaedia 1728, vol 2

L’era de la navegació a vela és un període que va durar des de mitjans del segle XVI (o com a molt de mitjans del XV) fins a mitjans del segle XIX, quan es va eclipsar a nivell mundial el domini dels vaixells de vela en el comerç i la guerra, particularment marcat per la introducció de l'artilleria naval i, finalment, va assolir la seva màxima extensió a l'arribada de l' Era del vapor. A cavall dels avenços de l’Era de la navegació, s'identifica com un element distintiu del primer període modern de l'era dels descobriments. Tanmateix, aquest darrer context, es refereix particularment a una era de la navegació a vela "eurocèntrica", mentre que en general l’era de la navegació a vela que es tractarà aquí és el període culminant d’una llarga història intercontinental de la navegació a vela.

## Periodització
Com la majoria de les èpoques periòdiques, la definició és inexacta, però serveix de descripció general. El terme s'utilitza de manera diferent per als vaixells de guerra i els vaixells mercants.

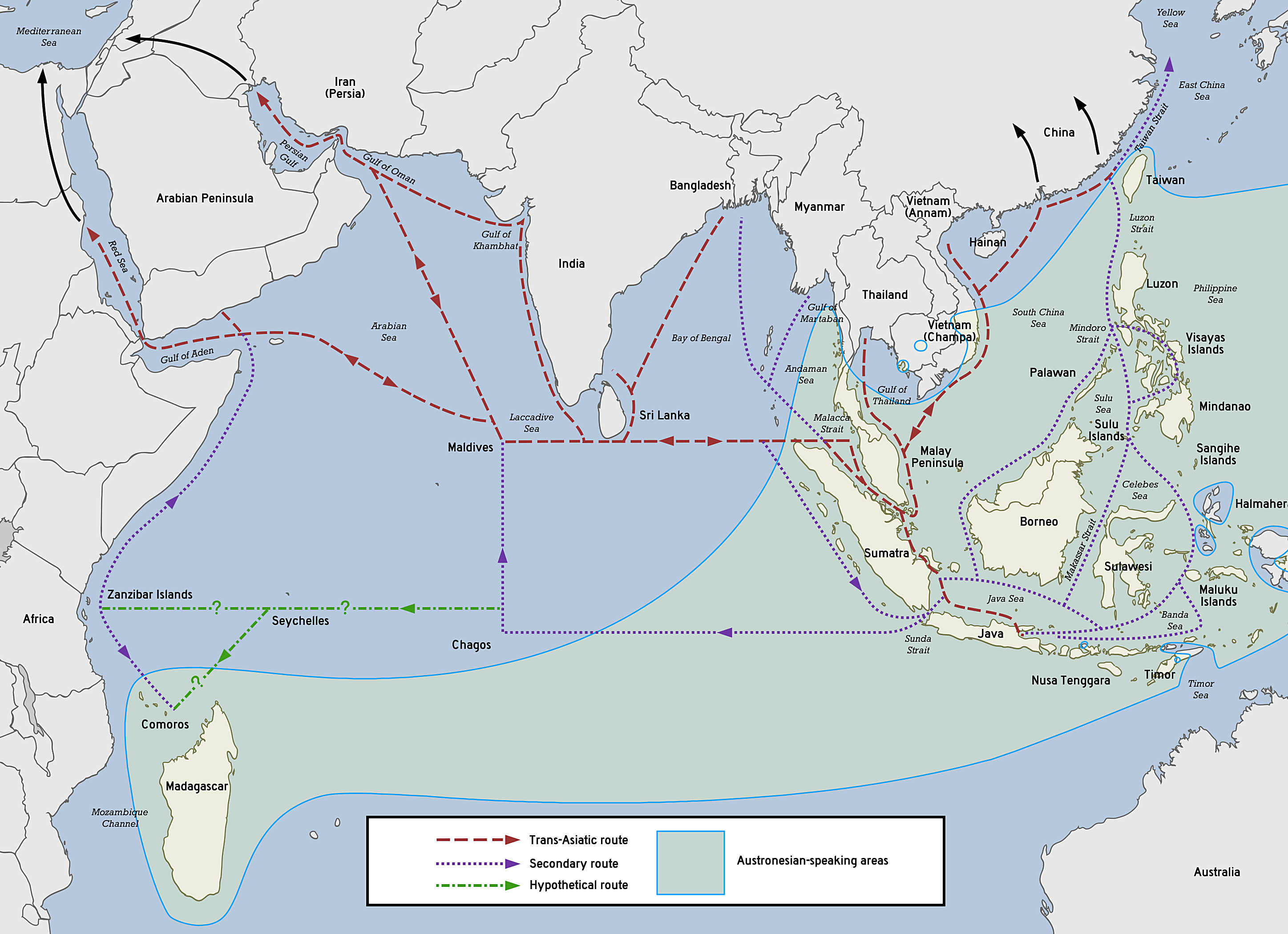
La proto-històrica ruta austronesica i la històrica xarxa comercial marítima a l'Oceà Índic

Els velers són una tecnologia antiga, que va fer possible el comerç de gran abast, com l’antic comerç d’espècies. Amb la invasió mongola de Java, els canons van començar a utilitzar-se en la guerra naval (per exemple Cetbang de Majapahit) i al segle xiv es va emprar artilleria naval a Europa, documentada a la batalla d'Arnemuiden (1338). El segle xv, al costat de les potències marines establertes del comerç central de l'Oceà Índic, com els regnes marítims d'Austronesia, va veure augmentar el desplegament de flotes que viatjaven als oceans (inclosos els que portaven artilleria naval) des dels punts extrems del comerç, com ara els viatges Ming del tresor o els empreses navals ibèrics de tot el camí al llarg costa atlàntica de l'Àfrica i per l'oceà Atlàntic, a partir de l'era dels descobriments.

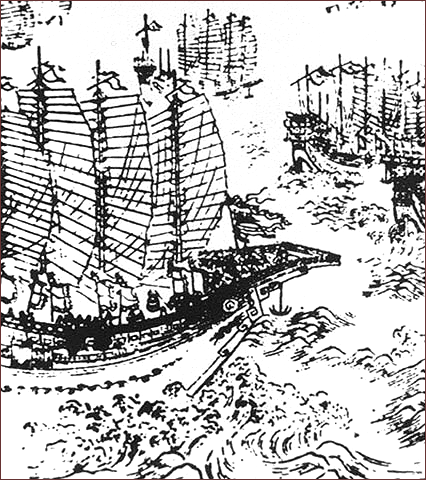
Diversos vaixells del segle XV de Zheng He representats en una estampa de xilografia, a principis del segle XVII

La calavera es va desenvolupar cap al 1450, basada en vaixells de pesca existents sota el patrocini d'Enric el Navegant de Portugal, i aviat es va convertir en el vaixell preferit pels exploradors portuguesos.
Per als vaixells de guerra, l’època de la vela va des de la batalla de Lepant el 1571, l’últim compromís significatiu en el qual les galeres impulsades per rems van tenir un paper important, fins al desenvolupament de vaixells de guerra propulsats a vapor.

### Edat d’Or de la Vela
El període comprès entre mitjans del segle xix i principis del segle xx, quan els vaixells de vela van assolir el seu punt àlgid de mida i complexitat (per exemple Clippers), de vegades es coneix com l '"Edat d'Or de la Vela".

## Declivi
El primer vaixell de vapor marítim va ser el primer vaixell de vapor Experiment de Richard Wright, un ex- transportista francès ; va marxar de Leeds a Yarmouth el juliol de 1813. El primer vaixell de vapor de ferro que va anar al mar va ser l’ Aaron Manby, de 116 tones, construït el 1821 per Aaron Manby a la fàbrica de ferro Horseley, i es va convertir en el primer vaixell de ferro construït en mar quan va creuar el Canal de la Mànega el 1822, arribant a París el 22 de juny. Va transportar passatgers i mercaderies a París el 1822 a una velocitat mitjana de 8 nusos (9,5 m) mph, 14 km / h).
El primer cuirassat de vapor construït específicament va ser el Napoléon 90 canons el 1850. Diversos cuirassats de vapor van actuar durant la guerra de Crimea, especialment la flota aliada (britànica, francesa i turca). Bombardament de Sebastopol com a part del setge de Sebastopol (1854-1855). El primer cuirassat revestit de ferro, Gloire, va ser llançat per l'armada francesa el novembre de 1859. A la batalla de Hampton Roads de març de 1862, la blindada CSS <i id="mwew">Virginia va</i> lluitar contra l' USS Monitor, convertint-la en la primera lluita entre blindats.
El canal de Suez, al Pròxim Orient, obert el 1869, era més pràctic per als vaixells de vapor que per als vaixells de vela, aconseguint una ruta marítima europeu-asiàtica molt més curta, que coincidia amb vaixells de vapor més eficients en combustible, començant per SS Agamemnon (1865). 
El 1873, l’era de la vela per als vaixells de guerra havia acabat, amb HMS Devastació encarregada el 1871. La devastació va ser la primera classe de cuirassats oceànics que no portaven veles.

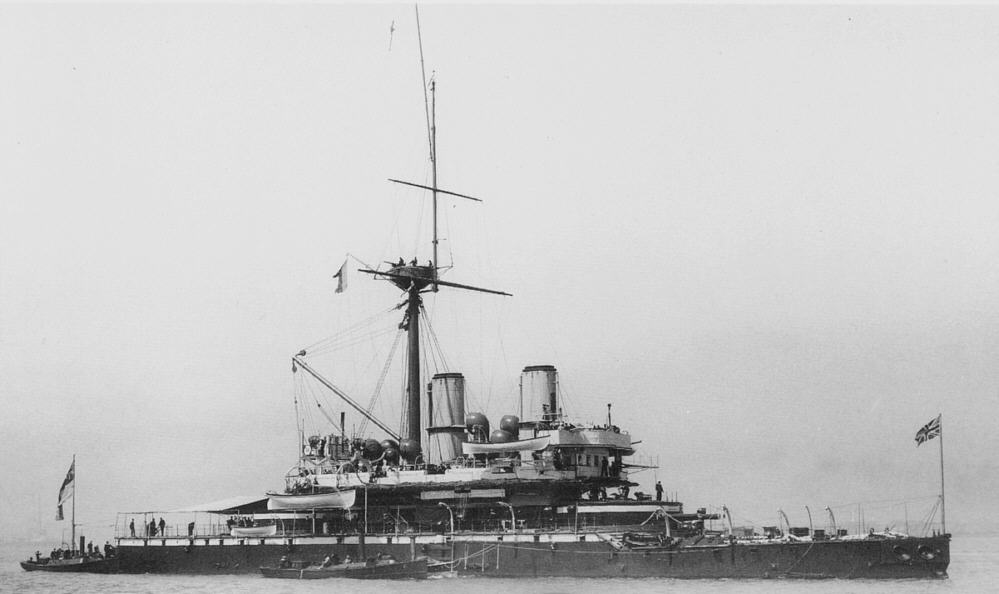
HMS Devastation

Els vaixells de vela van continuar sent una manera econòmica de transportar mercaderies a granel en llargs viatges cap a la dècada de 1920 i 1930, tot i que els vaixells de vapor aviat els van empènyer també fora d’aquests oficis. Els velers no requereixen combustible ni motors complexos per alimentar-se; per tant, tendien a ser més independents de les sofisticades bases de suport dedicades a la terra. Però, de manera crucial, els vaixells amb vapor tenien un avantatge de velocitat i poques vegades eren obstaculitzats per vents adversos, alliberant els vaixells amb vapor de la necessitat de seguir els vents alisis. Com a resultat, la càrrega i els subministraments podrien arribar a un port estranger en una fracció del temps que trigava un veler.
Els vaixells de vela van ser empesos cap a nínxols econòmics cada vegada més estrets i van desaparèixer gradualment de les víes comercials. Avui en dia, els vaixells de vela només són econòmicament viables per a la pesca costanera a petita escala, juntament amb usos recreatius com ara els vaixells de creuer i d’excursió a vela de passatgers.
En les darreres dècades, la indústria del transport marítim comercial ha estat recuperant l’interès pels vaixells assistits pel vent com una forma de conservar el combustible en interès de la sostenibilitat. 

## Llegat
L'any 1873 s'acabava l'era de la vela per als vaixells de guerra, amb HMS Devastation encarregada el 1871. El Devastation va ser la primera classe de cuirassats oceànics que no portaven veles.
Alguns experts van predir que la " Nova Era de la Vela " es produiria el 2030, impulsada per una revolució en la tecnologia energètica i el desig de reduir les emissions de carboni derivades de l'enviament marítim mitjançant la propulsió assistida pel vent.